# Llano Marín
Llano Marín se ubica en la provincia de Coclé, en la parte central del país, a 100 km al suroeste de Panamá la capital del país. Llano Marín se encuentra a 76 metros sobre el nivel del mar y tiene una población de 1264 habitantes.
El terreno alrededor de Llano Marín es plano al sur, pero al norte es accidentado. El punto más alto de la zona es de 355 metros de altura y 3,7 km al norte de Llano Marín. Hay alrededor de 70 personas por kilómetro cuadrado alrededor de Llano Marín relativamente poco poblado. La ciudad más grande más cercana es Penonomé, 3.4 km al noroeste de Llano Marín. El campo alrededor de Llano Marín está casi completamente cubierto.